# Xenoplatyura couturieri
Xenoplatyura couturieri är en tvåvingeart som beskrevs av Loïc Matile 1984. Xenoplatyura couturieri ingår i släktet Xenoplatyura och familjen platthornsmyggor.
Artens utbredningsområde är Senegal. Inga underarter finns listade i Catalogue of Life.